# Maigrets Jugendfreund
Maigrets Jugendfreund (französisch: L’ami d’enfance de Maigret) ist ein Kriminalroman des belgischen Schriftstellers Georges Simenon. Er ist der 69. Roman einer Reihe von insgesamt 75 Romanen und 28 Erzählungen um den Kriminalkommissar Maigret. Der Roman entstand vom 18. bis 24. Juni 1968 in Epalinges und erschien im November des Jahres beim Pariser Verlag Presses de la Cité. Vom 3. bis 31. Dezember 1968 publizierte die französische Tageszeitung Le Figaro den Roman in 23 Folgen. Die erste deutsche Übersetzung Maigret und sein Jugendfreund von Hansjürgen Wille und Barbara Klau veröffentlichte Kiepenheuer & Witsch 1970 in einem Sammelband mit Maigret und der Mörder sowie Maigret zögert. Im Jahr 1988 brachte der Diogenes Verlag eine Neuübersetzung von Markus Jakob unter demselben Titel heraus. 2018 erschien beim Kampa Verlag eine überarbeitete Neuausgabe der Übersetzung von Wille/Klau unter dem Titel Maigrets Jugendfreund.
Ein Jugendfreund, den Maigret seit Jahrzehnten nicht mehr gesehen hat, wendet sich an den Kommissar, nachdem seine Freundin erschossen wurde. Die junge Frau hatte neben ihm noch vier weitere Liebhaber, die weder voneinander noch von ihm wussten. Doch der einzige Mann, der zur Tatzeit erwiesenermaßen anwesend war, ist Maigrets Jugendfreund, der sich während der Tat in einem begehbaren Kleiderschrank versteckt gehalten haben will.

## Inhalt

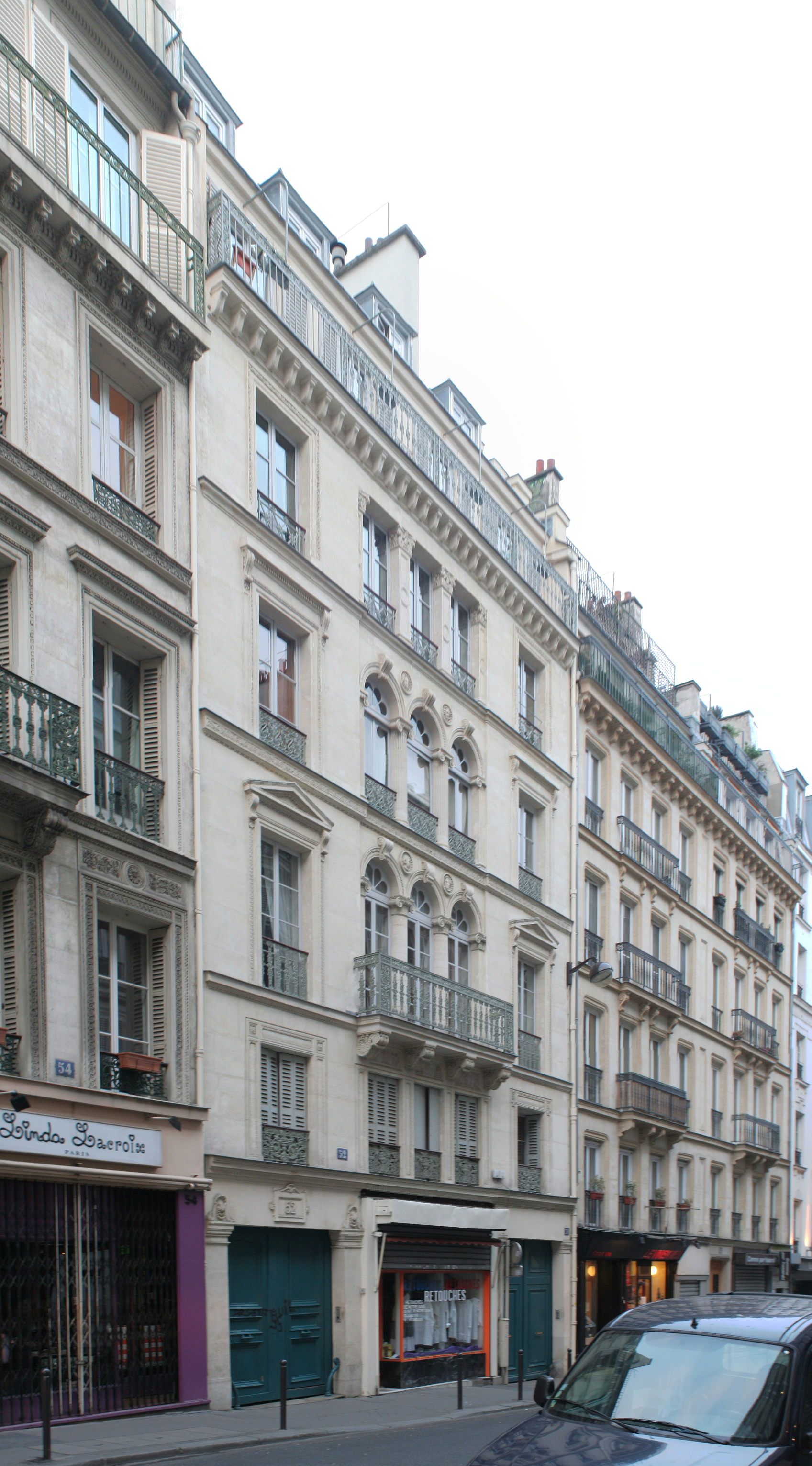
Rue Notre-Dame-de-Lorette im 9. Arrondissement von Paris

Es ist Mitte Juni in Paris. Ein Klassenkamerad aus Maigrets Gymnasialzeit am Lycée Banville in Moulins sucht den Kommissar am Quai des Orfèvres auf. Der Bäckersohn Léon Florentin war einst der Klassenclown und brachte seine Mitschüler mit Faxen und notorischen Flunkereien zum Lachen. Jetzt ist Florentin 54 Jahre alt, lang und hager, und er neigt noch immer dazu, sich unter Druck in komische Grimassen zu flüchten. Doch dies kann nicht darüber hinwegtäuschen, dass er in allem, was er in seinem Leben anfing, scheiterte. Derzeit verdingt er sich als erfolgloser Antiquitätenhändler und lebt vom Geld seiner Geliebten, der 20 Jahre jüngeren Joséphine Papet, genannt Josée, die ihrerseits von gleich vier Liebhabern ausgehalten wird.
Ebenjene Joséphine ist vor wenigen Stunden in ihrer Wohnung in der Rue Notre-Dame-de-Lorette erschossen worden, und dies mit Florentins Revolver. Doch Maigrets Jugendfreund will von der Tat nichts mitbekommen haben, da er sich im Ankleidezimmer versteckt habe, wie er es oft tat, wenn seine Freundin außer der Reihe Besuch von ihren Liebhabern erhielt. Die Spuren sind verwischt, der Sekretär der Toten ausgeräumt, und es fehlen sowohl ihre Briefe als auch Ersparnisse von 48.000 Francs. Als letztere in Florentins schäbigem Wohnatelier aufgefunden werden, sprechen alle Anzeichen gegen diesen, und Maigret fragt sich, ob er den ehemaligen Mitschüler nicht unangemessen protegiert, indem er ihn nicht auf der Stelle verhaftet. Immerhin lässt er ihn rund um die Uhr von seinen Inspektoren überwachen, und auch da macht sich der Observierte verdächtig, als er unmotiviert von einer Brücke in die Seine springt. Den angeblichen Suizidversuch nimmt Maigret dem hervorragenden Schwimmer jedenfalls so wenig ab wie seine sonstigen Ausflüchte, die sich immer wieder als Lügen entpuppen.
Nach und nach ermittelt Maigret die übrigen vier Liebhaber der Toten. François Paré ist ein biederer Beamter im Straßenbauamt, Fernand Courcel ein feister Geschäftsmann aus Rouen, Victor Lamotte ein arroganter Weinhändler aus Bourdeaux. Alle haben gemeinsam, dass sie verheiratet sind und die Affäre mit Joséphine geheim halten müssen. Doch ganz besonders gilt dies für Lamotte, der in der großbürgerlichen Wohngegend Chartrons auf seinen guten Ruf angewiesen ist. Aus der Reihe fällt der junge Versicherungsvertreter Jean-Luc Bodard, den Joséphine wirklich liebte und mit dem sie Florentin, dessen sie überdrüssig geworden war, als dauerhaften „Herzensfreund“ zu ersetzen hoffte. Madame Blanc, die ebenso korpulente wie übellaunige Concierge, will keinen der vier Liebhaber am Mordtag gesehen haben, doch als Maigret in ihrer Wohnung 2500 Francs auffindet, ist er sich sicher, dass sie den wahren Täter gegen Schweigegeld deckt.
Trotz allen Drucks gelingt es Maigret nicht, die verstockte Concierge zum Reden zu bringen. Florentin erweist sich hingegen als weit weniger widerstandsfähig. Tatsächlich galt der Besuch an jenem Tattag nicht Joséphine, sondern ihm. In seiner Furcht, nach einer Trennung mittellos auf der Straße zu stehen, hatte Florentin begonnen, den reichen Lamotte zu erpressen. Als dieser wutentbrannt in Joséphines Wohnung stürmte, um deren Mitbewohner zur Rede zu stellen, versuchte die junge Frau ihren Liebhaber zu beschwichtigen, während sich der feige Florentin hinter ihr versteckte. Lamotte legte mit Florentins Revolver auf ihn an, erschoss aber unabsichtlich seine Geliebte und floh in Panik. Der ehemalige Klassenclown besaß dagegen die Kaltschnäuzigkeit, nicht nur Joséphines Barvermögen und den kompromittierenden Briefverkehr mit ihren Liebhabern einzustecken, sondern auch Lamottes Spuren zu verwischen, um diesen ein Leben lang erpressen zu können. Der Sprung in die Seine diente einzig dazu, sich trotz Überwachung der belastenden Briefe zu entledigen. Am Ende werden sowohl Lamotte als auch Florentin verhaftet, und Maigret bedauert, nach so vielen Jahren von allen Schulkameraden ausgerechnet den enttäuschenden Bäckersohn wiedergetroffen zu haben.

## Interpretation

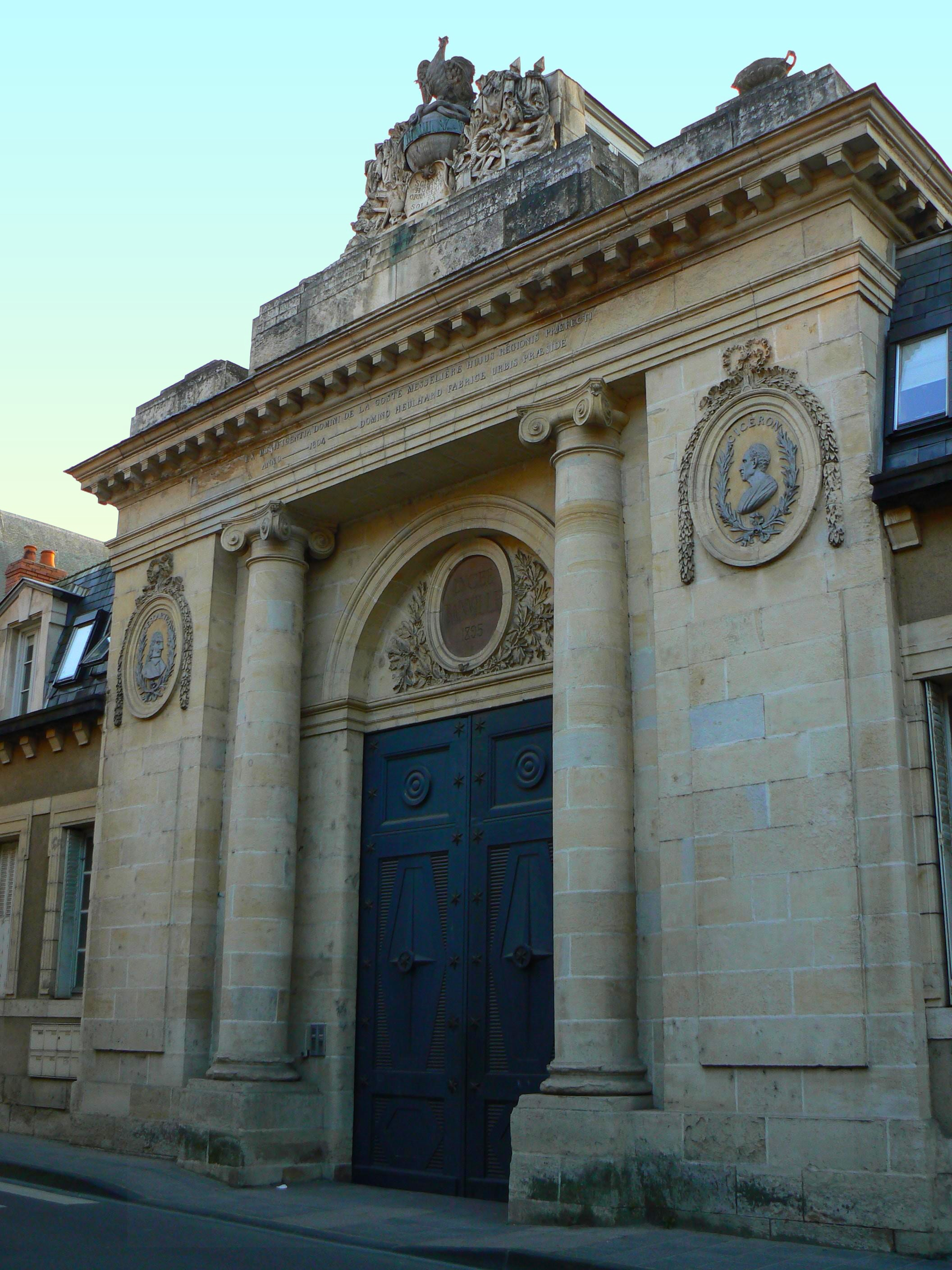
Portal des Lycée Théodore-de-Banville in Moulins

Für Murielle Wenger bestimmen zwei Motivkomplexe den Roman: Maigrets Jugenderinnerungen an seine Zeit im Gymnasium und das Porträt eines Versagers: des Jugendfreundes Florentin. In Simenons Werk gibt es eine Galerie von Versagerporträts, von Menschen, die sich an ihre Illusionen klammern, die blenden und täuschen, und denen es doch nie gelingt, etwas aus ihrem Leben zu machen. Für Tilman Spreckelsen ist der Titel des Romans irreführend, denn der Mitschüler war schon immer alles andere als ein Jugendfreund Maigrets. Während ein Hallodri wie der Bäckersohn in der Jugend noch amüsant gewesen sein mag, kann man ihn als Erwachsenen nicht mehr ernst nehmen. Die Welt um ihn herum hat sich weiterentwickelt, doch er scheint noch immer in seiner Rolle als Klassenclown steckengeblieben. „Im Grunde ist Florentin ein Mensch, der nie zur Ruhe kommt, dachte Maigret. Die ewige komische Nummer war bloß Fassade, damit er sich nicht der jämmerlichen Wirklichkeit stellen musste. Er war ein Versager, wie er im Buche steht, ja – schlimmer, peinlicher – ein alternder Versager.“
Von einzelnen nostalgischen Erinnerungsbruchstücken abgesehen, sind Maigrets Kindheits- und Jugenderinnerungen laut Murielle Wenger so gut wie nie positiv, sei es der Niedergang des gräflichen Schlosses in Maigret und die Affäre Saint-Fiacre, seien es die Auftritte ehemaliger Jugendfreunde wie Ernest Malik in Maigret regt sich auf, Ferdinand Fumal in Maigret erlebt eine Niederlage oder Léon Florentin in Maigret und sein Jugendfreund. Oft scheint der Kommissar seiner Vergangenheit und allem, was ihm diese gewahr werden lässt, regelrecht entfliehen zu wollen. Florentins Angriff auf Maigrets Vater markiert in der Serie gewissermaßen den letzten Schlag auf Maigrets Jugend in Saint-Fiacre. In den folgenden Romanen wird seine Kindheit nur noch harmlose, nostalgische Reminiszenzen produzieren. Jedenfalls ist es dem Kommissar laut Tilman Spreckelsen hoch anzurechnen, dass er Florentin fair und verständnisvoll behandelt, obwohl dieser die Erinnerung an seinen Vater besudelt.
Anders als der alternde Klassenclown, dessen Komik nicht mehr verfängt, hat eine andere Figur des Romans die Gabe, Menschen zu bestricken und auf ganz unterschiedliche Weise für sich einzunehmen: die gleich von drei Männern ausgehaltene Joséphine Papet. Für den unglücklichen Beamten Paré wird sie zur mitfühlendem Zuhörerin, der er die Probleme und Unzulänglichkeiten seines Lebens beichten kann. Für Courcel, der nur allzu gerne seine unternehmerischen Pflichten schwänzt, wird sie zum Tagtraum und zur Erfüllung seiner Sehnsüchte. Für den Oligarchen Lamotte ist sie nichts als ein praktischer Ersatz für die nicht länger verfügbare Sekretärin. Letzterer löst laut Ulrich Schulz-Buschhaus bereits bei seinem ersten Telefonat mit dem Kommissar Antipathie aus und erweist sich als typischer dem gemeinen Volk entfremdeter und dem Kleinbürger Maigret verhasster Bourgeois. Murielle Wenger stellt Joséphine Papet der Concierge gegenüber, zwei Frauen, die vor allem auf ihren Vorteil bedacht sind, ihr Ziel aber mit gänzlich unterschiedlichen Mitteln erreichen: Josephine auf die sanfte, Madame Blanc auf die harte Tour. In Simenons Weltbild erweise sich Josephines Dominanz über Männer als das schwerere Verbrechen, für das sie, ganz wie Hélène Lange in Maigret in Kur, durch einen gewaltsamen Tod bestraft werde. Josef Quack verweist auf zwei Zitate aus Klassikern der Kriminalliteratur: Das Versteck des Bestechungsgeldes der Concierge erinnert an Edgar Allan Poes Der entwendete Brief, die gemeinsame Vorladung der Verdächtigen an Rex Stouts Nero Wolfe.

## Rezeption
Einen Mörder unter fünf Verdächtigen zu entlarven, wie es in Maigret und sein Jugendfreund gefordert wird, sollte laut Saturday Review ein Kinderspiel für den berühmten Kommissar sein, doch falle ihm die Objektivität schwer, wenn ausgerechnet der Verdächtige, den die Indizien am meisten belasten, ein alter Schulkamerad sei. Das Fazit lautete: „Wo andere Autoren ihre Geschichte aus großen Brocken heraushauen und am Ende Strass hervorbringen, arbeitet Georges Simenon im Kleinen und produziert einen Diamanten.“ Für John Raymond war die Auflösung des Falles recht banal, so dass er sie ebenso den Inspektoren Lucas oder Janvier zugetraut hätte wie dem Meister selbst. Doch das Beiwerk verspreche Maigrets Bewunderern viel Vergnügen.
Laut Allen J. Hubin bekommt es Maigret mit einem Fall zu tun, der zu seinen „einmaligen Talenten“ passe, „in dem seine Erkenntnisse über das menschliche Befinden aufschlussreicher sind als physikalische Spuren“. Das amerikanische Magazin Best Sellers bemerkte Simenons altbekanntes „Flair für das Glaubwürdige und Banale, das durch seine Einsichten interessant wird“. Kirkus Reviews urteilte: „Abermals die sorgfältige Schlichtheit, die seine Bewunderer schätzen, aber wirklich nur ‚comme ci comme ça‘ oder vielleicht eher ‚mais si mais non‘.“ Publishers Weekly attestierte dem neuesten Maigret-Roman dagegen „höchste Spannung“.
Die Romanvorlage wurde dreimal im Rahmen von TV-Serien verfilmt. 1984 spielte Jean Richard in Les Enquêtes du commissaire Maigret und 2003 Bruno Cremer in Maigret den Kommissar in zwei französischen Fernsehserien, 1993 Michael Gambon in einer britischen Produktion. Im Jahr 2018 las Walter Kreye für den Audio Verlag ein Hörbuch ein.

## Ausgaben
- Georges Simenon: L’ami d’enfance de Maigret. Presses de la Cité, Paris 1968 (Erstausgabe).
- Georges Simenon: Maigret und der Mörder. Maigret und sein Jugendfreund. Maigret zögert. Übersetzung: Hansjürgen Wille, Barbara Klau. Kiepenheuer & Witsch, Köln 1970.
- Georges Simenon: Maigret und sein Jugendfreund. Übersetzung: Hansjürgen Wille, Barbara Klau. Heyne, München 1970.
- Georges Simenon: Maigret und sein Jugendfreund. Übersetzung: Markus Jakob. Diogenes, Zürich 1988, ISBN 3-257-21575-4.
- Georges Simenon: Maigret und sein Jugendfreund. Sämtliche Maigret-Romane in 75 Bänden, Band 69. Übersetzung: Markus Jakob. Diogenes, Zürich 2009, ISBN 978-3-257-23869-3.
- Georges Simenon: Maigrets Jugendfreund. Übersetzung: Hansjürgen Wille, Barbara Klau. Kampa, Zürich 2018, ISBN 978-3-311-13069-7.